# Middlesex County, Massachusetts
Middlesex County är ett område i centrala delen av delstaten Massachusetts i USA. Middlesex är ett av fjorton counties i delstaten. Cambridge och Lowell fungerar båda som huvudorter för countyt. År 2010 hade Middlesex County 1 503 085 invånare. Countyt ligger utanför Boston och ingår i storstadsområdet Greater Boston.
1997 överfördes den sekundärkommunala verksamheten i countyt till delstatsmyndigheterna.

## Geografi
Enligt United States Census Bureau så har Middlesex County en total area på 2 195 km². 2 133 km² av den arean är land och 62 km² är vatten.

### Angränsande countyn
- Hillsborough County, New Hampshire - nord
- Essex County - nordöst
- Suffolk County - sydöst
- Norfolk County - syd
- Worcester County - väst